# Абрикосовский сельский совет (Херсонская область)
Абрикосовский сельский совет (укр. Абрикосівська сільська рада) — входит в состав
Алёшковского района
Херсонской области
Украины.
Административный центр сельского совета находится в 
с. Абрикосовка
.

## Населённые пункты совета
- с. Абрикосовка